# La Fabrique de chaises
La Fabrique de chaises est un tableau peint par Henri Rousseau en 1897. Cette huile sur toile représente une fabrique de chaises à Alfortville, tout comme La Fabrique de chaises à Alfortville. Partie de la collection Jean Walter et Paul Guillaume, elle est conservée au musée de l'Orangerie, à Paris.

## Expositions
- Apollinaire, le regard du poète, musée de l'Orangerie, Paris, 2016 — n°223.